# جبوبة الحياة (السدة)

تعديل مصدري - تعديل

جبوبة الحياة محلة تابعة لقرية بيت حلبوب، التابعة لعزلة وادي عصام بمديرية السدة إحدى مديريات محافظة إب في الجمهورية اليمنية.، بلغ تعداد سكانها 199 حسب تعداد اليمن لعام 2004.